# As Coisas da Vida
As Coisas da Vida (em francês:  Les Choses de la vie; em italiano:  L'amante) é um filme ítalo-helvético-francês de 1970, do gênero drama romântico, dirigido por Claude Sautet, com roteiro baseado no romance Les Choses de la vie, de Paul Guimard.
O romance seria readaptado em 1994 como Intersection, dirigido por Mark Rydell e interpretado por Richard Gere, Lolita Davidovich e Sharon Stone.

## Sinopse
Pierre (Michel Piccoli), arquiteto na faixa dos 40 anos, sofre um grave acidente de carro. Arremessado para fora de seu veículo, em estado de coma à beira da estrada, tem flashbacks do passado e das duas mulheres de sua vida: a ex-mulher Catherine (Léa Massari), com quem tem um filho, e Hélène (Romy Schneider), com quem vive um conturbado relacionamento.
A história do filme gira em torno deste estado de coma. Sem qualquer consciência da morte que se aproxima e inocentemente obcecado pelo seu cansaço, o monólogo interior travado por Pierre revela o medo de que venha à tona uma carta que daria outro sentido à sua relação com os outros.
No momento do acidente que o deixa gravemente ferido, ele vê sua vida passar em ritmo acelerado. E ele se dá conta de como as pequenas coisas da existência - as alegrias e as tristezas - formam a felicidade de toda uma vida.

## Elenco
- Michel Piccoli ... Pierre Bérard
- Romy Schneider ... Hélène Haltig
- Lea Massari ... Catherine Bérard
- Jean Bouise ... François
- Dominique Zardi ... caroneiro
- Gérard Lartigau ... Bertrand Bérard
- Boby Lapointe ... motorista do caminhão
- Hervé Sand ... caminhoneiro
- Jacques Richard ... enfermeiro
- Betty Beckers ... caroneira
- Gabrielle Doulcet ... Guitte
- Roger Crouzet ... promotor
- Henri Nassiet ... pai de Pierre
- Claude Confortès ... médico
- Jerry Brouer ... pretendente
- Jean Gras ... mestre de obras
- Marie-Pierre Casey ... carteiro
- Marcelle Arnold ... mãe de Hélène
- Jean-Pierre Zola ... pai de Hélène
- Max Amyl ... padre
- Isabelle Sadoyan ... enfermeira
- Gérard Streiff ... motociclista
- Clément Bairam ... policial
- Christian Bertola ... cirurgião
- Béatrice Boffety ... Anne
- Henri Coutet ... empregado da loja
- Raoul Delpard ... socorrista
- Lucien Frégis ... curioso
- Karine Jeantet ... telefonista
- Pierre Londiche ...jovem médico

## Prémios e indicações
| Evento                  | Prêmio        | Categoria    | Recipiente   | Resultado |
| ----------------------- | ------------- | ------------ | ------------ | --------- |
| Festival de Cannes 1970 | Palma de Ouro | Melhor filme | Melhor filme | Indicado  |